# Ciències atmosfèriques
Les ciències atmosfèriques són el ventall d'estudis relacionats amb l'atmosfera terrestre i els diferents processos físics que hi estan implicats. És una disciplina relativament nova que s'ocupa de la composició, l'estructura i l'evolució de l'atmosfera, així com els seus processos i com aquests processos s'interrelacionen amb altres sistemes. La meteorologia inclou la química atmosfèrica i la física atmosfèrica amb un enfocament important en la predicció del temps. La climatologia és l'estudi dels canvis atmosfèrics d'un determinat clima. L'aeronomia és l'estudi de les capes superiors de l'atmosfera, on la dissociació química i la ionització són importants. La ciència atmosfèrica s'ha estès al camp de la ciència planetària i l'estudi de les atmosferes dels planetes i dels satèl·lits naturals del Sistema solar.
Els instruments experimentals utilitzats en la ciència atmosfèrica inclouen satèl·lits artificials, coets sonda, radiosondes, globus meteorològics, radars i làsers.
El terme aerologia (del grec ἀήρ, aēr, "aire"; i -λογία, -logia, "estudi") s'utilitza de vegades com a terme alternatiu per a l'estudi de l'atmosfera terrestre; en altres definicions, l'aerologia es limita a l'atmosfera lliure, la regió per sobre de la capa límit atmosfèrica.

## Química atmosfèrica
La química atmosfèrica és una branca de la ciència atmosfèrica en la qual s'estudia la química de l'atmosfera terrestre i la d'altres planetes. És un camp d'investigació multidisciplinari i es basa en la química ambiental, la física, la meteorologia, la modelització per ordinador, l'oceanografia, la geologia i la vulcanologia, entre d'altres disciplines. La investigació està cada cop més connectada amb altres àrees d'estudi com la climatologia.
La composició i la química de l'atmosfera és important per diverses raons, però principalment per les interaccions entre l'atmosfera i els organismes vius. La composició de l'atmosfera terrestre ha estat modificada per l'activitat humana i alguns d'aquests canvis són perjudicials per a la salut humana, els cultius i els ecosistemes. Alguns exemples de problemes que han estat abordats per la química atmosfèrica inclouen la pluja àcida, el boirum fotoquímic i l'escalfament global. La química atmosfèrica busca entendre les causes d'aquests problemes i, en obtenir-ne una comprensió teòrica, permetre provar possibles solucions.

## Dinàmica atmosfèrica
La dinàmica atmosfèrica és l'estudi dels sistemes de moviment d'importància meteorològica, integrant observacions en múltiples llocs i temps. Els temes habituals estudiats inclouen fenòmens diversos com tempestes, tornados, ones de gravetat, ciclons tropicals, ciclons extratropicals, corrents en raig i les circulacions a escala global. L'objectiu d'aquest estudi és explicar les circulacions observades a partir dels principis fonamentals de la física per tal de millorar la capacitat de predicció meteorològica, el desenvolupament de mètodes per predir les fluctuacions climàtiques estacionals i interanuals i la comprensió de les implicacions de les pertorbacions induïdes per l'home (per exemple, l'augment de les concentracions de diòxid de carboni o l'esgotament de la capa d'ozó) sobre el clima global.

## Física atmosfèrica
La física atmosfèrica és l'aplicació de la física a l'estudi de l'atmosfera. Els físics atmosfèrics intenten modelar l'atmosfera terrestre i les atmosferes dels altres planetes mitjançant equacions de flux de fluids, models químics, equilibri de radiació i processos de transferència d'energia a l'atmosfera i als oceans i la terra subjacents. Per tal de modelar sistemes meteorològics, els físics atmosfèrics utilitzen elements de teoria de dispersió, models de propagació d'ones, física dels núvols, mecànica estadística i estadística espacial, cadascun dels quals incorporen alts nivells de matemàtiques i física. La física de l'atmosfera té una estreta vinculació amb la meteorologia i la climatologia i també abasta el disseny i la construcció d'instruments per estudiar l'atmosfera i la interpretació de les dades que proporcionen, inclosos els instruments de teledetecció.

## Climatologia
La climatologia és una ciència que basa el seu coneixement més general de les disciplines més especialitzades de la meteorologia, l'oceanografia, la geologia i l'astronomia, que al seu torn es basen en les ciències bàsiques de la física, la química i les matemàtiques. A diferència de la meteorologia, que estudia sistemes meteorològics a curt termini que duren fins a unes poques setmanes, la climatologia estudia la freqüència i les tendències d'aquests sistemes, la periodicitat dels esdeveniments meteorològics durant anys a mil·lennis, així com els canvis en els patrons meteorològics a llarg termini, en relació amb les condicions atmosfèriques. Els climatòlegs estudien la naturalesa dels climes –local, regional o global– i els factors naturals o induïts per l'home que provoquen el canvi climàtic. La climatologia considera el passat i intenta predir el canvi climàtic futur.
Els fenòmens d'interès climatològic inclouen la capa límit atmosfèrica, els patrons de circulació, la transferència de calor (radiativa, convectiva i latent), les interaccions entre l'atmosfera i els oceans i els accidents geogràfics en tota la superfície terrestre (especialment vegetació, ús del sòl i topografia) i la composició física i química de l'atmosfera. Les disciplines relacionades inclouen l'astrofísica, la física atmosfèrica, la química, l'ecologia, la geografia física, la geologia, la geofísica, la glaciologia, la hidrologia, l'oceanografia i la vulcanologia.

## Aeronomia
L'aeronomia és l'estudi científic de l'atmosfera superior de la Terra —les capes atmosfèriques per sobre de l'estratopausa— i les regions corresponents de les atmosferes d'altres planetes, on tota l'atmosfera pot correspondre a l'atmosfera superior de la Terra o una part d'aquesta. Essent una branca tant de la química atmosfèrica com de la física atmosfèrica, l'aeronomia contrasta amb la meteorologia, que se centra en les capes de l'atmosfera sota l'estratopausa. A les regions atmosfèriques estudiades pels aerònoms, la dissociació química i la ionització són fenòmens importants.